# Wadinsk
Wadinsk (ros. Вадинск) – wieś w Rosji, w obwodzie penzeńskim, centrum administracyjne rejonu wadińskiego i sielsowietu Wadinsk. Do 17 lutego 1940 r. miejscowość nosiła nazwę Kieriensk (ros. Керенск), do 25 października 1926 r. miała status miasta.
Miejscowość leży nad rzekami Kierienką i Wadem.
W 2 poł. XIX w. Kieriensk znajdował się w powiecie kierieńskim guberni penzeńskiej. Był miejscem zesłania polskich działaczy niepodległościowych, m.in. Franciszka Izydora Bocheńskiego czy Jana Bogdanowicza.
W miejscowości znajduje się męski Kierieński Monaster Tichwińskiej Ikony Matki Bożej podlegający eparchii sierdobskiej, a założony w 1683 r.